# Lista över museer i Stockholmsregionen
Det här är en lista över museer i Stockholmsregionen.
För de museer som ej ligger i Stockholms kommun anges kommunnamn.
Skillnaden mellan konstmuseer och konsthallar är ibland oklar. Se också: Lista över konstmuseer och konsthallar i Stockholmsregionen.

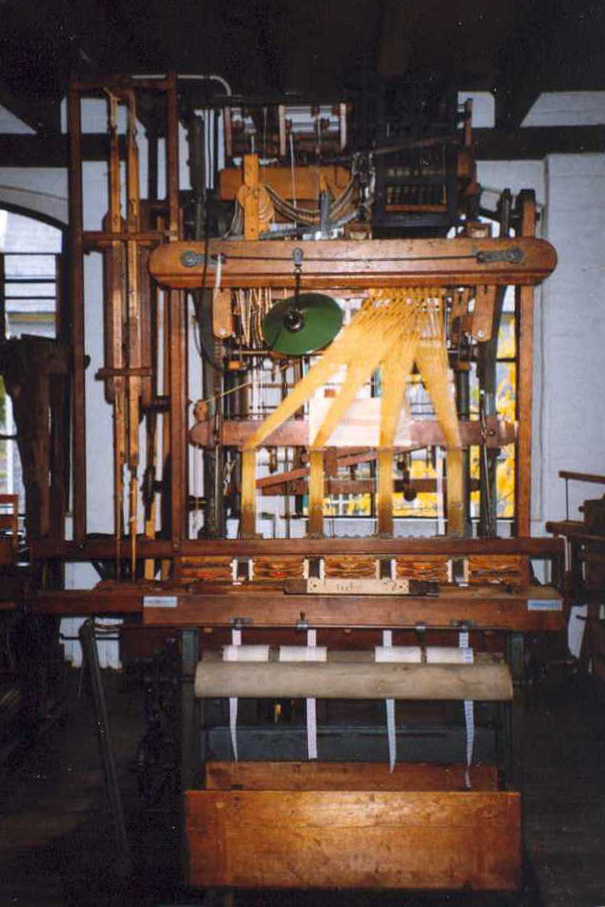
En jacquardvävstol i Almgrens Sidenväveri

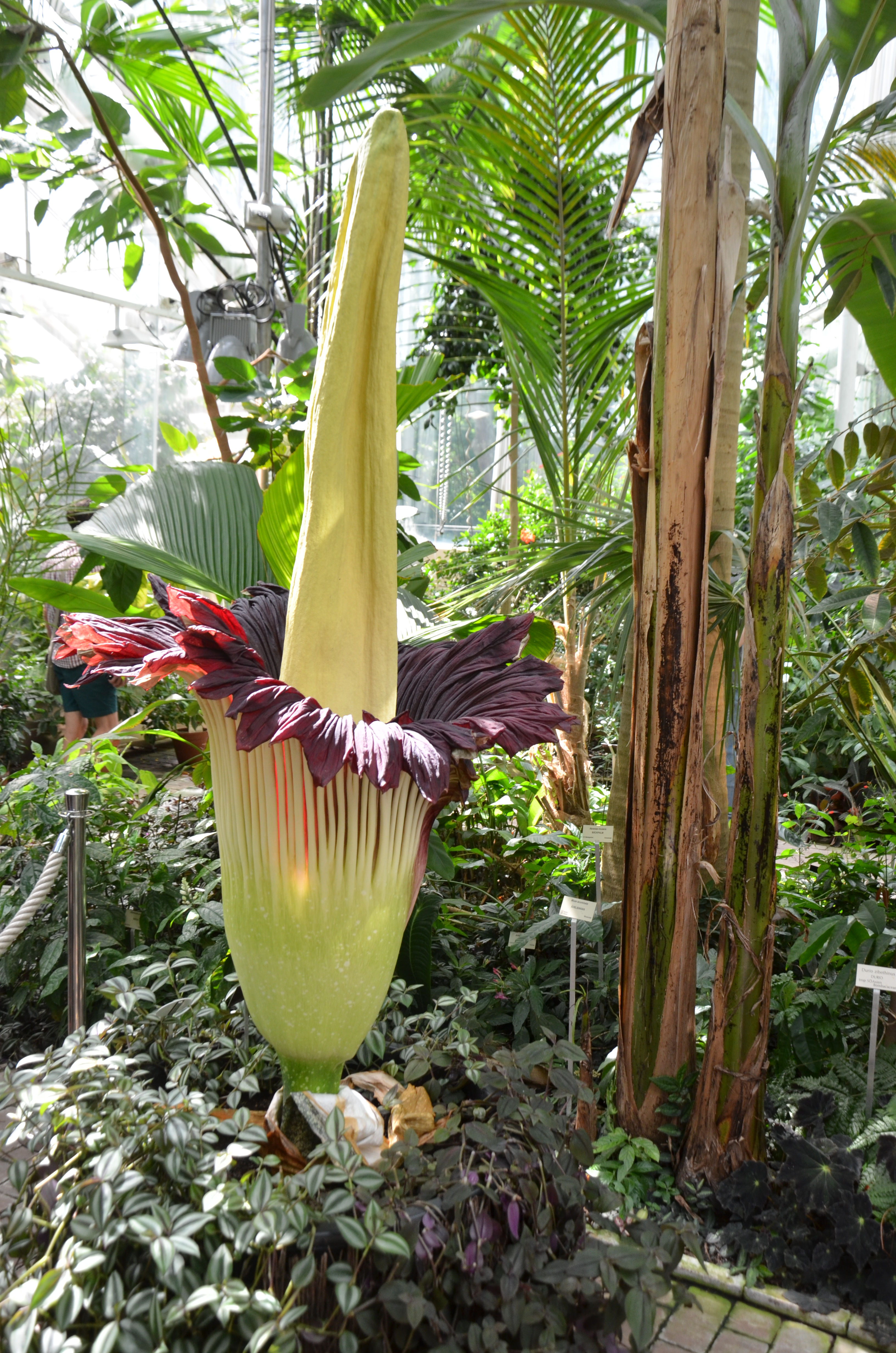
Jätteknölkalla i Edvard Anderssons växthus

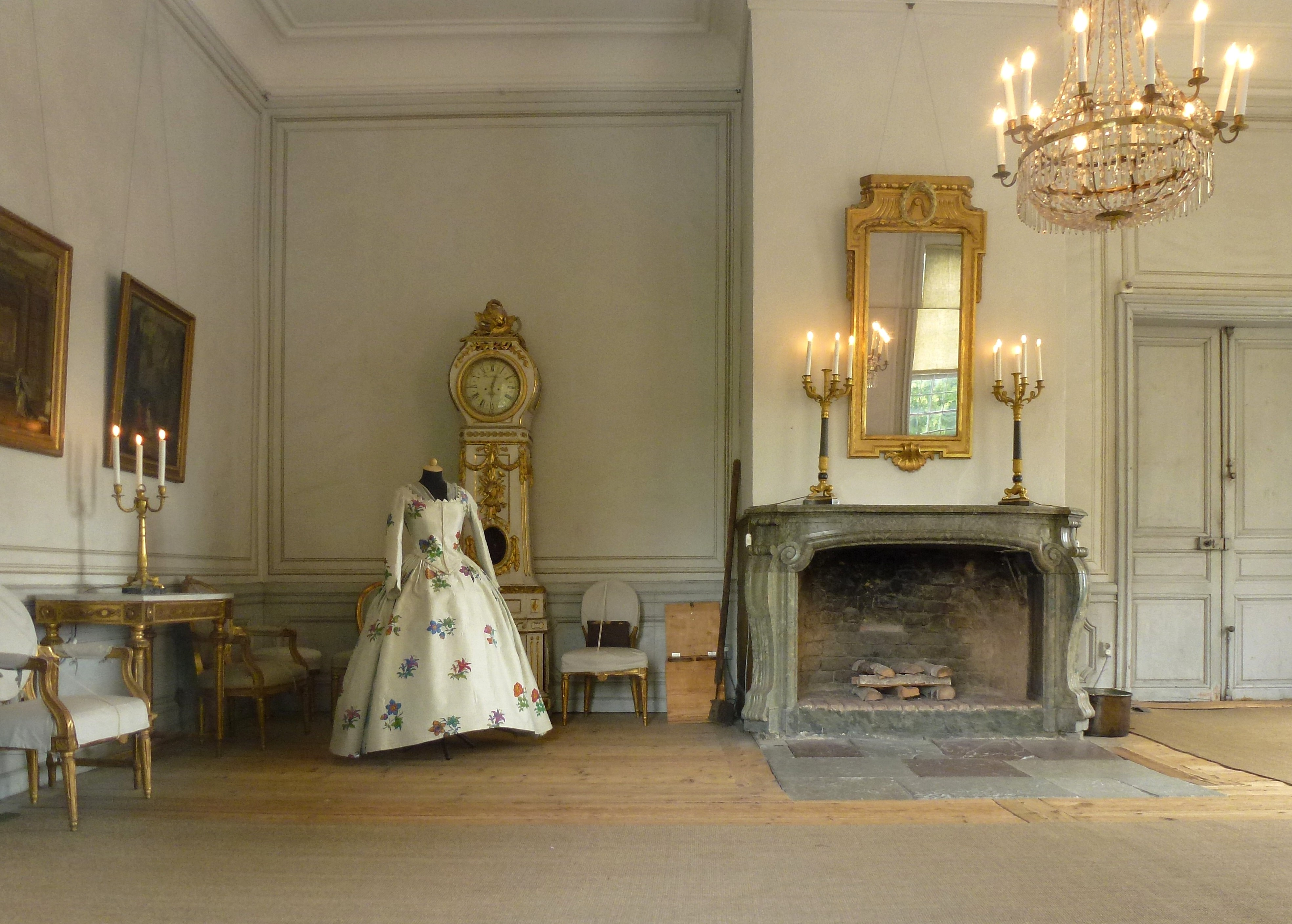
Uppehållsrummet i Drottningholms slottsteater

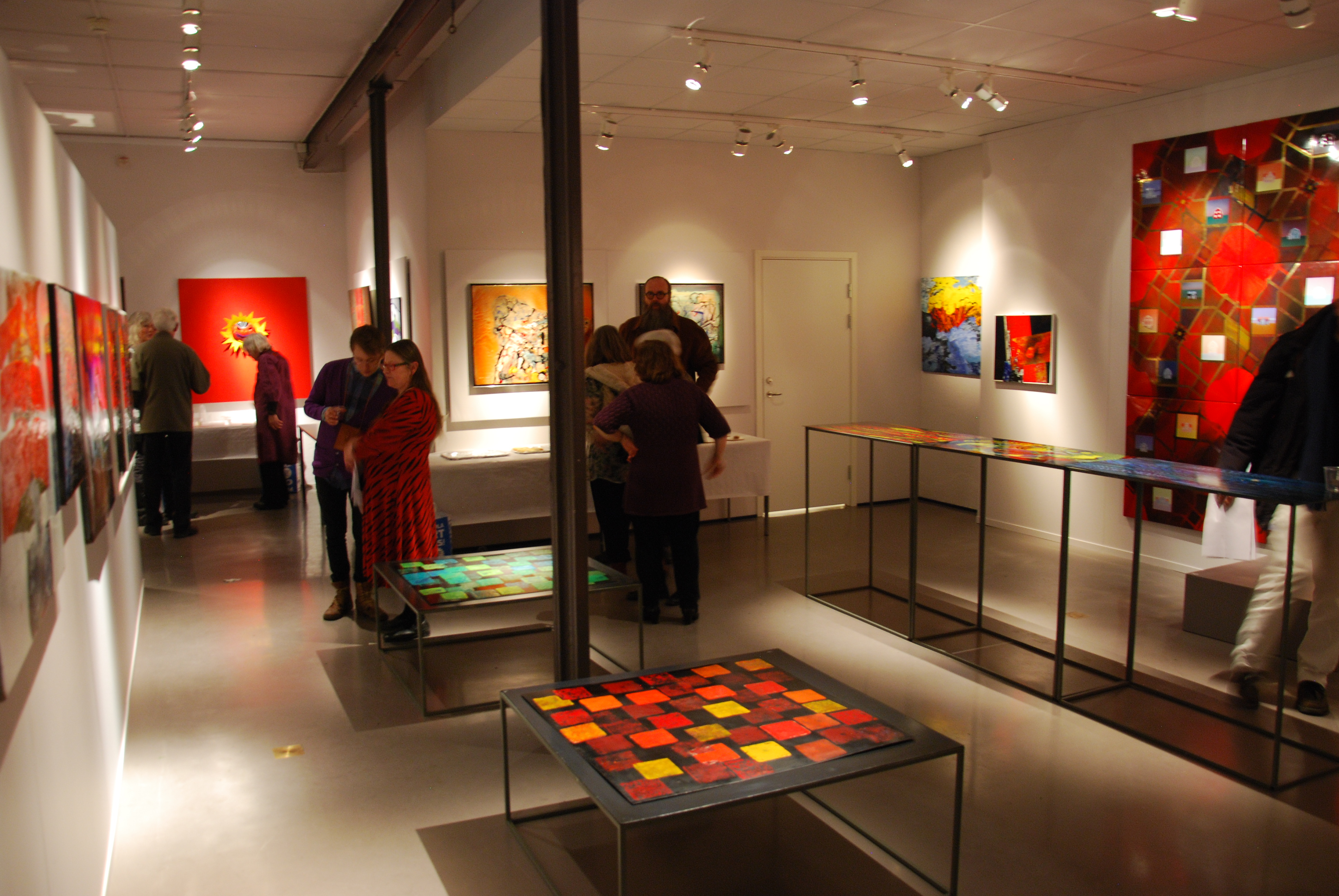
Emaljkonstutställning i Gustavsbergs porslinsmuseum

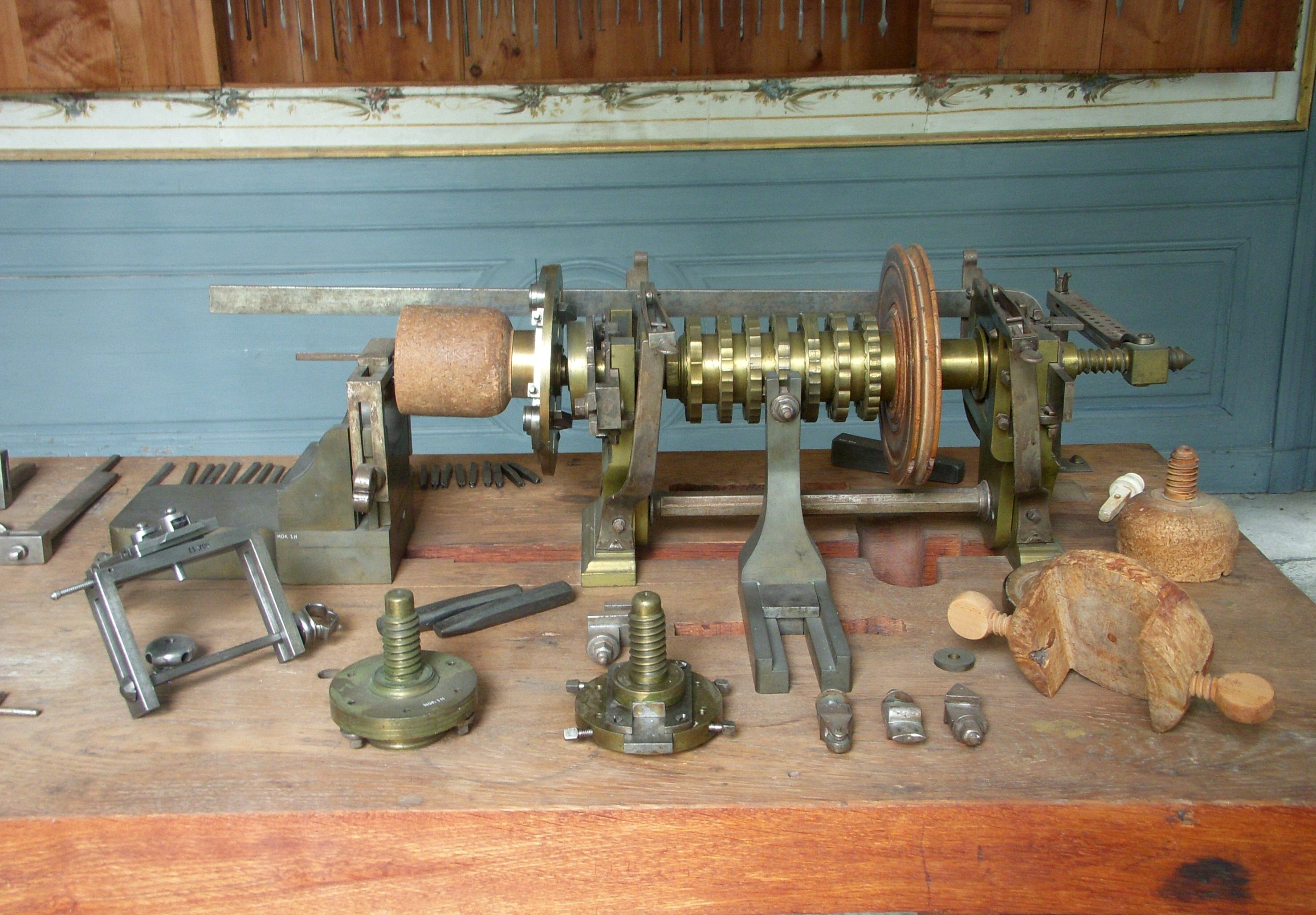
Kung Adolf Fredriks svarv i "Biljarden" i Kina slott

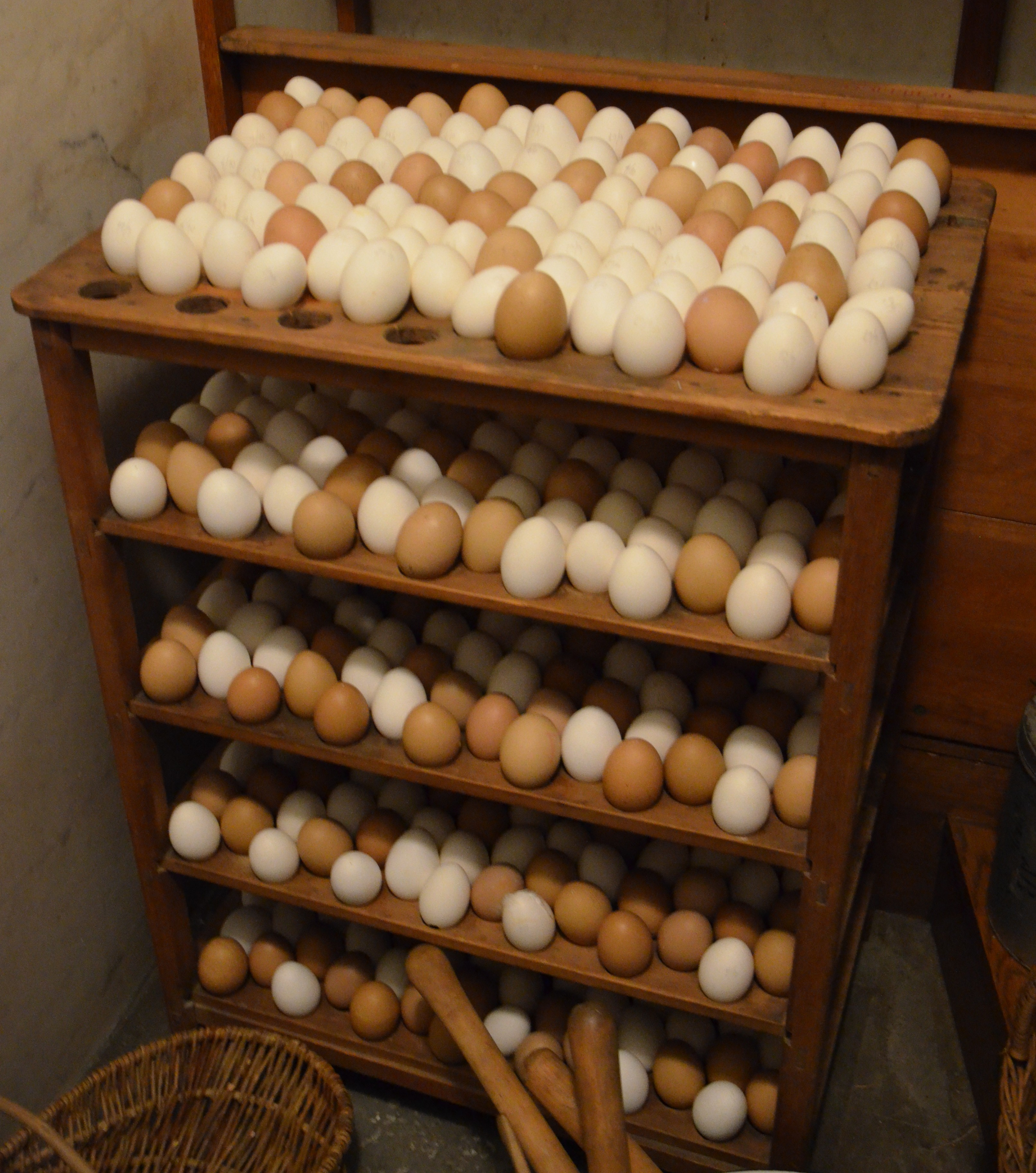
Äggställ i skafferiet i Hallwylska museet

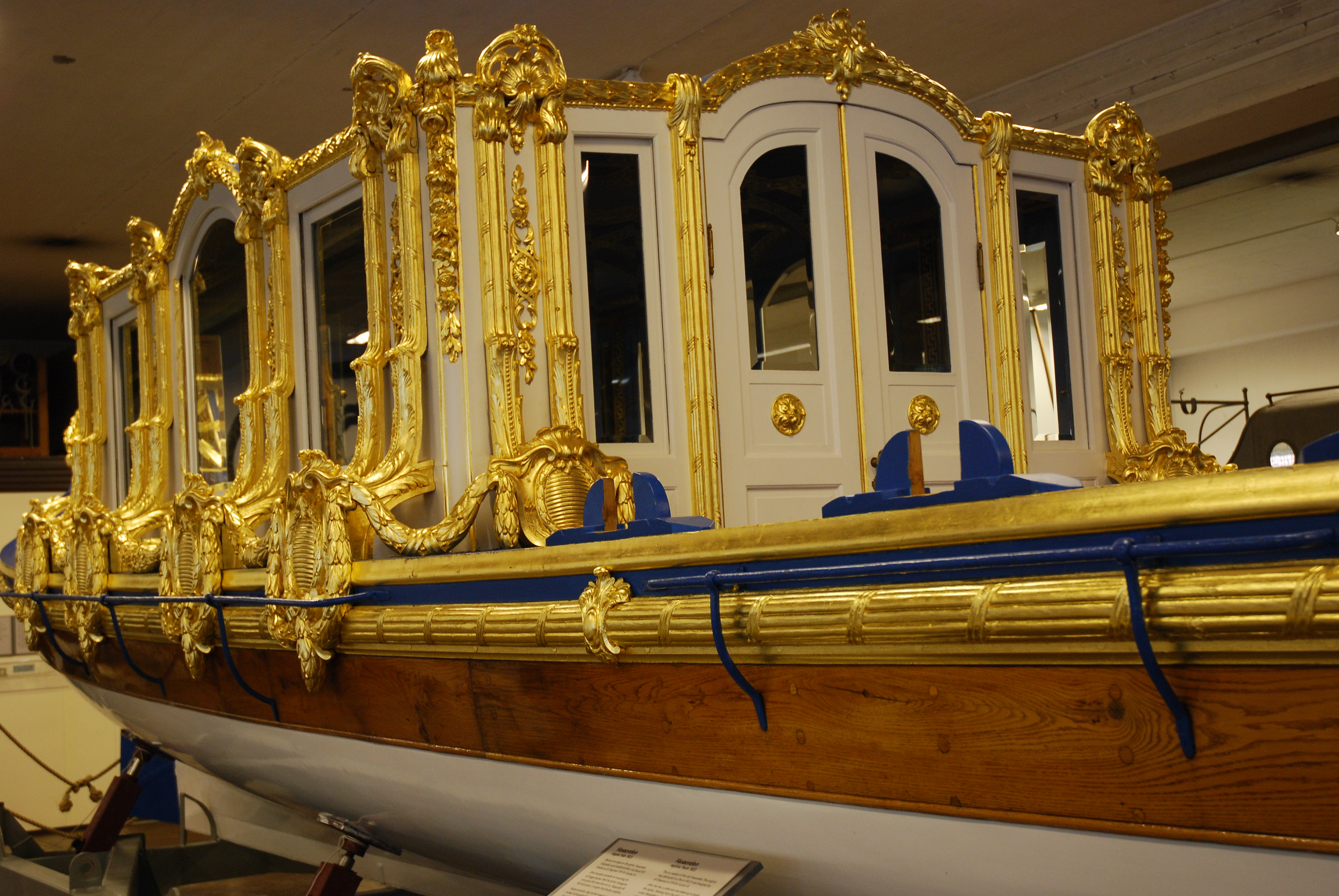
Vasaorden i hall 1 i Sjöhistoriska museets båthallar

## A
- Abbamuseet 59°19′30″N 18°5′47″Ö / 59.32500°N 18.09639°Ö
- Almgrens Sidenväveri & Museum 59°19′2.12″N 18°4′15.73″Ö / 59.3172556°N 18.0710361°Ö
- Edvard Anderssons växthus 59°22′09″N 18°02′48″Ö / 59.36917°N 18.04667°Ö
- Apotekarsocietetens museum 59°20′12.15″N 18°3′19.09″Ö / 59.3367083°N 18.0553028°Ö
- Arkitektur- och designcentrum 59°19′33″N 18°05′06″Ö / 59.32583°N 18.08500°Ö
- Armémuseum 59°20′05″N 18°04′49″Ö / 59.33472°N 18.08028°Ö

## B
- Biologiska museet på Djurgården 59°19′38″N 18°05′52″Ö / 59.32722°N 18.09778°Ö
- Biologiska museet i Södertälje, Södertälje kommun 59°11′58″N 17°38′5″Ö / 59.19944°N 17.63472°Ö
- Birkamuseet, Ekerö kommun 59°19′49″N 17°32′30″Ö / 59.330284°N 17.541701°Ö
- Bolindermuseet i Folkets hus, Kallhäll, Järfälla kommun

## D
- Dalarö skärgårdsmuseum, Haninge kommun 59°07′51.71″N 18°24′23.73″Ö / 59.1310306°N 18.4065917°Ö
- Dansmuseet 59°19′47.04″N 18°3′54.94″Ö / 59.3297333°N 18.0652611°Ö
- Drottningholms slott. Ekerö kommun 59°19′18.31″N 17°53′12.45″Ö / 59.3217528°N 17.8867917°Ö
- Drottningholms slottsteater, Ekerö kommun 59°19′24.10″N 17°53′12.45″Ö / 59.3233611°N 17.8867917°Ö

## E
- Carl Eldhs ateljémuseum 59°21′10″N 18°03′05″Ö / 59.35278°N 18.05139°Ö
- Etnografiska museet, Stockholm 59°19′57″N 18°07′14″Ö / 59.33250°N 18.12056°Ö

## F
- Framtidsmuseet, 59°29′33″N 18°08′11″Ö / 59.49250°N 18.13639°Ö

## G
- Gustav III:s antikmuseum 59°19′38.89″N 18°4′19.49″Ö / 59.3274694°N 18.0720806°Ö
- Gustav III:s paviljong, Solna kommun 59°21′46″N 18°02′21″Ö / 59.36278°N 18.03917°Ö
- Gustavsbergs porslinsmuseum Värmdö kommun 59°19′27.74″N 18°23′1.53″Ö / 59.3243722°N 18.3837583°Ö

## H
- Hagalunds tvätterimuseum, Huddinge kommun 59°14′50″N 17°52′36″Ö / 59.24722°N 17.87667°Ö
- Hallwylska museet 59°19′59″N 18°4′28″Ö / 59.33306°N 18.07444°Ö
- Historiearvsmuseet HAMN, Nacka kommun 59°17′43.49″N 18°15′35.04″Ö / 59.2954139°N 18.2597333°Ö
- Statens historiska museum 59°20′04″N 18°05′26″Ö / 59.33444°N 18.09056°Ö
- Hässelby trädgårds- och hembygdsmuseum 59°22′37.22″N 17°48′49.68″Ö / 59.3770056°N 17.8138000°Ö

## I
- Ivar Lo-museet 59°19′12.87″N 18°3′41.54″Ö / 59.3202417°N 18.0615389°Ö

## J
- Judiska museet 59°20′29.26″N 18°2′38.3″Ö / 59.3414611°N 18.043972°Ö
- Järfälla hembygdsmuseum i Jakobsbergs bibliotek, Järfälla kommun

## K
- Kina slott, Ekerö kommun 59°19′01″N 17°52′43″Ö / 59.31694°N 17.87861°Ö
- Koffsanmuseet i Jakobsbergs bibliotek, Järfälla kommun
- Kungliga Myntkabinettet 59°19′33.28″N 18°4′24.16″Ö / 59.3259111°N 18.0733778°Ö

## L
- Leksaksmuseet, Nacka kommun
- Lidingö museum, Lidingö kommun 59°22′00.29″N 18°8′09.38″Ö / 59.3667472°N 18.1359389°Ö
- Litografiska museet, Grudes Ateljé & Stentryckeri, Huddinge kommun 59°12′01″N 18°01′09″Ö / 59.20028°N 18.01917°Ö
- Livrustkammaren 59°19′35.43″N 18°4′22.46″Ö / 59.3265083°N 18.0729056°Ö
- Evert Lundquists ateljémuseum, Ekerö kommun 59°18′55″N 17°52′50″Ö / 59.31528°N 17.88056°Ö

## M
- Magasin 3 59°20′29.4″N 18°7′3.83″Ö / 59.341500°N 18.1177306°Ö
- Medelhavsmuseet 59°19′46.24″N 18°4′2.88″Ö / 59.3295111°N 18.0674667°Ö
- Millesgården, Lidingö kommun 59°21′32″N 18°07′17″Ö / 59.35889°N 18.12139°Ö
- Moderna museet 59°19′34″N 18°05′03″Ö / 59.32611°N 18.08417°Ö
- Museet för drottning Kristinas kröningsekipage, Solna kommun 59°23′18.7″N 18°0′57.8″Ö / 59.388528°N 18.016056°Ö
- Museum de Vries, Ekerö kommun 59°19′30.31″N 17°53′19.04″Ö / 59.3250861°N 17.8886222°Ö
- Möbeldesignmuseum

## N
- Nacka hembygdsmuseum, Nacka kommun 59°19′20.28″N 18°11′24.63″Ö / 59.3223000°N 18.1901750°Ö
- Nationalmuseum 59°19′43″N 18°04′40″Ö / 59.32861°N 18.07778°Ö
- Naturhistoriska riksmuseet 59°22′08″N 18°03′13″Ö / 59.36889°N 18.05361°Ö
- Nobelmuseet 59°19′30.74″N 18°4′14.87″Ö / 59.3252056°N 18.0707972°Ö
- Nordiska museet 59°19′45″N 18°05′37″Ö / 59.32917°N 18.09361°Ö

## O
- Olle Olsson Hagalund-museet, Solna kommun 59°21′39.80″N 18°00′57.78″Ö / 59.3610556°N 18.0160500°Ö
- Orangerimuseet, Solna kommun 59°23′26″N 18°0′49″Ö / 59.39056°N 18.01361°Ö
- Bygdemuseet Ornö sockenstuga, Haninge kommun 59°03′04.23″N 18°25′46.49″Ö / 59.0511750°N 18.4295806°Ö

## P
- Polismuseet 59°19′59″N 18°7′6″Ö / 59.33306°N 18.11833°Ö
- Postmuseum 59°19′26.8″N 18°4′4.9″Ö / 59.324111°N 18.068028°Ö

## R
- Riksidrottsmuseet 59°19′59″N 18°7′4″Ö / 59.33306°N 18.11778°Ö
- Rosendals slott 59°19′43.98″N 18°7′2.33″Ö / 59.3288833°N 18.1173139°Ö

## S
- Scenkonstmuseet  59°20′0″N 18°4′41″Ö / 59.33333°N 18.07806°Ö
- Sigtuna museum, Sigtuna kommun 59°36′54.91″N 17°43′08.70″Ö / 59.6152528°N 17.7190833°Ö
- Sjöhistoriska museet 59°19′57″N 18°06′57″Ö / 59.33250°N 18.11583°Ö
- Skansen 59°19′27.05″N 18°6′7.21″Ö / 59.3241806°N 18.1020028°Ö
- Skattkammaren 59°19′35.28″N 18°4′21.98″Ö / 59.3264667°N 18.0727722°Ö
- Skoklosters slott, Håbo kommun 59°42′11″N 17°37′17″Ö / 59.70306°N 17.62139°Ö
- Skärgårdsmuseet, Värmdö kommun 59°17.579′N 18°41.293′Ö / 59.292983°N 18.688217°Ö och dess filial 59°10.926′N 18°41.320′Ö / 59.182100°N 18.688667°Ö
- Snus- och Tändsticksmuseum på Skansen 59.324836 "N 18.101150 "Ö
- Solna hembygdsmuseum, Solna kommun 59°21′46.64″N 17°59′53.74″Ö / 59.3629556°N 17.9982611°Ö
- Spritmuseum 59°19′37.39″N 18°5′38.25″Ö / 59.3270528°N 18.0939583°Ö
- Stockholm Toy Museum 59°19′36″N 18°04′55″Ö / 59.32667°N 18.08194°Ö
- Stockholms Kvinnohistoriska, utan egen museibyggnad
- Stockholms läns museum, Huddinge kommun
- Stockholms medeltidsmuseum 59°19′41.65″N 18°4′12.69″Ö / 59.3282361°N 18.0701917°Ö
- Stockholms slott 59°19′37″N 18°04′18″Ö / 59.32694°N 18.07167°Ö
- Stockholms Spårvägsmuseum 59°18′42.34″N 18°5′55.24″Ö / 59.3117611°N 18.0986778°Ö
- Stockholms stadsmuseum 59°19′11″N 18°04′15″Ö / 59.31972°N 18.07083°Ö
- Strindbergsmuseet 59°20′18.55″N 18°3′23.93″Ö / 59.3384861°N 18.0566472°Ö
- Sundbybergs museum, Sundbybergs kommun  59°21′51.76″N 17°57′46.07″Ö / 59.3643778°N 17.9627972°Ö
- Svartbäckens skolmuseum, Haninge kommun
- Sven-Harrys konstmuseum  59°20′22.2″N 18°02′38″Ö / 59.339500°N 18.04389°Ö
- Svenska Tandläkare-Sällskapets museum 59°24′04.5″N 17°57′29.7″Ö / 59.401250°N 17.958250°Ö
- Sveriges museum om Förintelsen 59°20′13″N 18°02′34″Ö / 59.33694°N 18.04278°Ö
- Svindersvik, Nacka kommun  59°18′36″N 18°07′48″Ö / 59.31000°N 18.13000°Ö
- Synskadades museum  59°16′36.72″N 18°05′37.77″Ö / 59.2768667°N 18.0938250°Ö

## T
- Tekniska museet  59°19′57″N 18°07′07″Ö / 59.33250°N 18.11861°Ö
- Thielska Galleriet  59°19′20″N 18°08′55″Ö / 59.32222°N 18.14861°Ö
- Tobaks & Tändsticksmuseum på Skansen 59°19′29.54″N 18°6′2.61″Ö / 59.3248722°N 18.1007250°Ö
- Tom Tits experiment, Södertälje kommun 59°12′0″N 17°37′25″Ö / 59.20000°N 17.62361°Ö
- Torekällberget, Södertälje kommun 59°11′30″N 17°37′0″Ö / 59.19167°N 17.61667°Ö
- Museum Tre Kronor  59°19′38.63″N 18°4′15.61″Ö / 59.3273972°N 18.0710028°Ö
- Tumba Bruksmuseum, Botkyrka kommun 59°12′4.68″N 17°49′2.45″Ö / 59.2013000°N 17.8173472°Ö
- Tyresö slott & park, Tyresö kommun  59°14′07″N 18°18′17″Ö / 59.23528°N 18.30472°Ö

## U
- Ulriksdals slott, Solna kommun  59°23′25″N 18°01′01″Ö / 59.39028°N 18.01694°Ö
- Upplevelsemuseet, 59°29′22″N 18°08′27″Ö / 59.48944°N 18.14083°Ö

## V & W
- Prins Eugens Waldemarsudde  59°19′12″N 18°06′50″Ö / 59.32000°N 18.11389°Ö
- Vallentuna skolmuseum, Vallentuna kommun 59°33′42.33″N 18°15′16.05″Ö / 59.5617583°N 18.2544583°Ö
- Vasamuseet 59°19′41″N 18°05′29″Ö / 59.32806°N 18.09139°Ö
- Vaxholms fästningsmuseum, Vaxholms kommun  59°24′10″N 18°21′38″Ö / 59.40278°N 18.36056°Ö
- Wendela Hebbes hus, Södertälje kommun 59°11′41″N 17°37′51″Ö / 59.19472°N 17.63083°Ö
- Vrak - Museum of Wrecks 59°19′35″N 18°5′42″Ö / 59.32639°N 18.09500°Ö
- Wira museum, Österåkers kommun 59°34′16″N 18°32′42″Ö / 59.57111°N 18.54500°Ö

## Å
- Åbergs Museum, Håbo kommun  59°33′29.24″N 17°31′12.34″Ö / 59.5581222°N 17.5200944°Ö

## Ö
- Östasiatiska museet  59°19′37.89″N 18°4′54.75″Ö / 59.3271917°N 18.0818750°Ö

## Museer som upphört
- Cornelis Vreeswijkmuseet, Stockholm
- Marionettmuseet, Stockholm
- Medicinhistoriska museet, Stockholm
- Måleriyrkets museum 59°19′06.37″N 18°3′16.10″Ö / 59.3184361°N 18.0544722°Ö
- Observatoriemuseet 59°20′30″N 18°03′17″Ö / 59.34167°N 18.05472°Ö
- Svenskt Industri- och Handelsmuseum, Stockholm
- Sveriges Teatermuseum, Nacka
- Telemuseum, Stockholm
- Tullmuseum, Stockholm